# Samone (Piemont)
Samone (piemontesisch Samon) ist eine Gemeinde in der italienischen Metropolitanstadt Turin (TO), Region Piemont.

## Lage und Einwohner
Samone liegt 50 km nordöstlich von Turin. Das Gemeindegebiet umfasst eine Fläche von 2,51 km² und hat 1509 Einwohner (Stand 31. Dezember 2023). Die Nachbargemeinden sind Fiorano Canavese, Banchette, Salerano Canavese, Loranzè, Pavone Canavese und Colleretto Giacosa.

## Geschichte

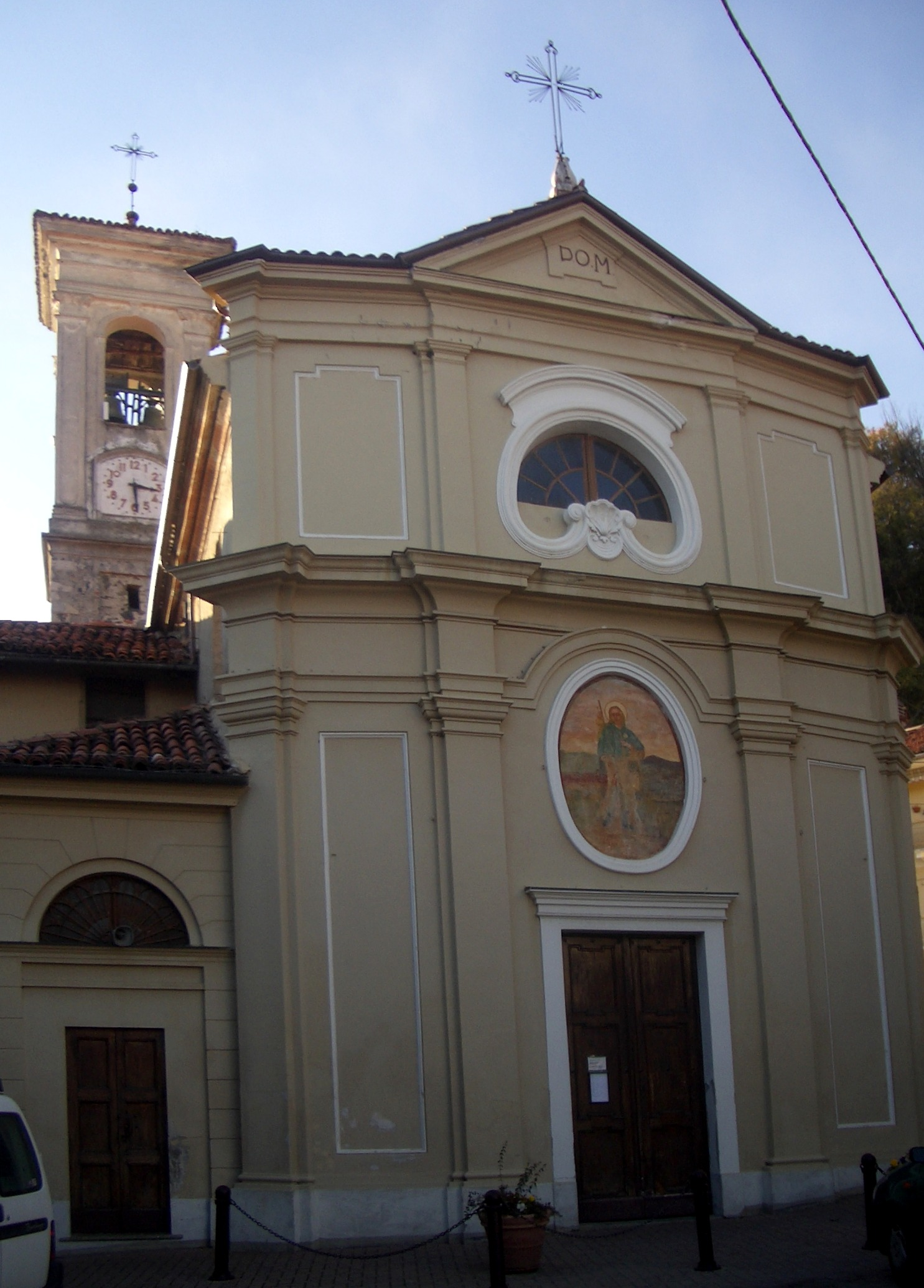
Kirche San Rocco

Die Gemeinde erlebt seit den 1930er Jahren ein starkes Einwanderungsphänomen, wobei Familien zunächst aus Venetien und Friaul und dann aus den südlichen Regionen kamen. Das treibende Element war die industrielle Entwicklung, insbesondere von Olivetti. Gleichzeitig hat sich die Physiognomie der Landbevölkerung von Samone langsam verändert und ihre archaischsten Merkmale verloren.